# Seichi junrei
Seichi junrei (聖地巡礼, pèlerinage vers des lieux sacrés) est un terme désignant les lieux devenu célèbres grâce à un manga ou un anime.

## Exemples
La ville d’Ōarai où est localisée l'action principale de l'anime Girls und Panzer est devenue un Seichi junrei, le nombre de touristes ayant augmenter après la diffusion de l'anime,,,.
À Tokyo, plusieurs lieux emblématiques servent de décors à des œuvres majeures. Le parc Shinjuku Gyoen, paisible enclave urbaine, est associé à Your Name, notamment dans les scènes de rencontre entre Mitsuha et Taki. Le quartier d'Akihabara, bien que non lié à un animé précis, reste un passage obligé pour les passionnés de culture otaku. Sur l’île d'Odaiba, les fans reconnaîtront des éléments de Digimon Adventure, comme le Rainbow Bridge et les panoramas urbains souvent repris dans les animés.
À Kyoto, le quartier de Gion et ses ruelles traditionnelles rappellent l’ambiance de nombreuses séries historiques. L’animé Hyouka s’inspire directement de lieux réels de la ville, notamment de ses lycées et bibliothèques. Le sanctuaire Fushimi Inari Taisha, avec ses milliers de torii rouges, figure également dans plusieurs œuvres d’animation, renforçant le lien entre spiritualité et fiction.
Shirakawa-gō, village classé au patrimoine mondial de l’UNESCO, est le décor central de Higurashi no Naku Koro ni. Son architecture traditionnelle, notamment les maisons au toit de chaume, contribue à l’atmosphère particulière de la série. Les visiteurs y retrouvent l’ambiance rurale et mystérieuse qui a marqué les fans de l’animé.
À Hakone, les paysages montagneux et le lac Ashi servent de toile de fond à Neon Genesis Evangelion. De nombreux éléments du décor ont été fidèlement reproduits dans la série, et des panneaux explicatifs permettent aujourd’hui aux visiteurs de suivre un itinéraire retraçant les scènes clés de l’animé, entre immersion et exploration.
À Kamakura, les fans de Slam Dunk affluent pour voir le passage à niveau près de la gare de Kamakurakōkō-mae, immortalisé dans la scène d’ouverture de l’animé. Ce simple croisement, avec l’océan en arrière-plan et les trains de la ligne Enoden, est devenu un lieu culte photographié par des milliers de visiteurs. L’atmosphère balnéaire de Kamakura renforce le lien entre l’univers du lycée de basket et le décor réel, créant un pèlerinage emblématique pour les amateurs du genre.

## Dans la culture populaire
En 2012, NHK a réalisé un reportage sur le sujet.